# 식생활교육국민네트워크
식생활교육국민네트워크는 식생활 관련 전반에 대한 국민적 이해와 인식을 드높여 국민건강 증진과 환경생태계의 보전, 농어업.농어촌의 활성화에 기여할 목적으로 2010년 3월 10일 설립된 대한민국 농림축산식품부 소관의 사단법인이다. 사무실은 경기도 수원시 팔달구 수성로 92, 농민회관 9층에 있다.

## 설립 근거
- 식생활교육지원법[1]

## 연혁
- 2006년 11월 28일 : 식생활교육추진소위원회 설치(식생활교육 관련 법, 정책, 해외 사례 등 검토)
- 2008년 2월 15일 : 국민농업포럼 창립(식생활교육기본법 제정 및 국민운동을 주요활동으로 함)
- 2008년 5월 28일 : 식생활교육기본법 제정특별위원회 구성 및 1차 워크숍 개최(지역재단)
- 2008년 7월 21일 : 식생활교육기본법 제정 필요성과 주요 입법 내용 세미나(국가인권위 배움터)
- 2008년 8월 10일 : 식생활교육기본법 추진기획단 구성(정재돈 단장 외 추진위원 7인 선임)
- 2008년 9월 19일 : 식생활교육법 제정 특별위원회 2차 워크숍 개최(한살림)
- 2008년 12월 18일 : 식생활교육기본법 제정을 위한 국회 토론회
- 2009년 4월 30일 : 식생활교육지원법 국회 본회의 의결
- 2009년 5월 25일 : 식생활교육국민네트워크(가칭) 창립을 위한 관련단체 간담회(한살림)
- 2009년 5월 27일 : 식생활교육지원법 제정·공포(11. 28. 시행)
- 2009년 7월 2일 : 식생활교육국민네트워크 준비위원회 결성 및 워크숍 개최(한살림)
- 2009년 10월 16일 : 식생활교육국민네트워크 창립 발기인 총회
- 2009년 12월 17일 : 식생활교육국민네트워크 창립 및 출범식(aT센터)국가식생활교육 기본계획(안) 공청회 개최
- 2010년 3월 10일 : 사단법인 식생활교육국민네트워크 농림수산식품부 소관 사단법인 설립허가
- 2010년 월 10일  : 식생활교육 박람회 개최

## 주요 사업
- 식생활교육운동의 전국적 전개를 위한 범국민 네트워크 구축
- 국민 개개인의 식생활 영위 능력 향상을 위한 사업
- 전통식문화의 계승과 발전을 위한 사업
- 농어업·농어촌의 활성화 및 식량자급율 제고를 위한 사업
- 국내외 식생활 관련 단체 또는 기관과의 교류·협력 사업
- 본 네트워크의 목적 달성을 위한 교육, 홍보출판, 조사연구, 컨설팅, 정책개발 사업